# 栃木県道197号西原西田井停車場線
栃木県道197号西原西田井停車場線（とちぎけんどう197ごう にしはらにしだいていしゃじょうせん）は、栃木県真岡市内を走る一般県道である。

## 路線概要
- 指定：1961年（昭和36年）4月1日
- 距離：0.967km
- 起点：栃木県真岡市西田井（栃木県道166号西田井二宮線交点）
- 終点：栃木県真岡市西田井（栃木県道134号西田井停車場線交点、真岡鐵道真岡線 西田井駅）

## 沿線施設
- 真岡鐵道真岡線 西田井駅